# Rajd Cypru 1973
Rajd Cypru 1973 (3. Cyprus International Rally) – 3 edycja rajdu samochodowego Rajd Cypru rozgrywanego na Cyprze. Rozgrywany był od 29 do 30 września 1973 roku. Była to dwudziesta runda Rajdowych Mistrzostw Europy w roku 1973 oraz szósta runda Rajdowych Mistrzostw Grecji.

## Klasyfikacja rajdu
| Miejsce                | Kierowca               | Pilot                  | Samochód                 | Czas                   | Strata                 |                        |
| Klasyfikacja generalna | Klasyfikacja generalna | Klasyfikacja generalna | Klasyfikacja generalna   | Klasyfikacja generalna | Klasyfikacja generalna | Klasyfikacja generalna |
| ---------------------- | ---------------------- | ---------------------- | ------------------------ | ---------------------- | ---------------------- | ---------------------- |
| 1.                     | Stig Blomqvist         | Arne Hertz             | Saab 96 V4               | 3:01:03                | 0.0                    |                        |
| 2.                     | Tasos Livieratos       | Miltos Andriopoulos    | Alpine-Renault A110 1600 | 3:07:03                | +6:00                  |                        |
| 3.                     | Christos Kirmitsis     | John Davenport         | Ford Escort RS 1600 MkI  | 3:10:04                | +9:01                  |                        |
| 4.                     | Michalis Koumas        | Charles Watson         | Mitsubishi Colt Galant   | 3:22:39                | +21:36                 |                        |
| 5.                     | George Booty           | Derek Smith            | Mitsubishi Colt Galant   | 3:22:51                | +21:48                 |                        |
| 6.                     | Brian Culcheth         | Johnstone Syer         | Morris Marina            | 3:25:12                | +24:09                 |                        |
| 7.                     | ?                      | ?                      |                          |                        |                        |                        |
| 8.                     | ?                      | ?                      |                          |                        |                        |                        |
| 9.                     | ?                      | ?                      |                          |                        |                        |                        |
| 10.                    | Kypros Kyprianou       | Alkis Longinos         | Audi 80 GL               | 3:34:47                | +33:44                 |                        |
| Klasyfikacja ERC       |                        |                        |                          |                        |                        |                        |
| 1.                     | Stig Blomqvist         | Arne Hertz             | Saab 96 V4               | 3:01:03                | 0.0                    |                        |
| 2.                     | Tasos Livieratos       | Miltos Andriopoulos    | Alpine-Renault A110 1600 | 3:07:03                | +6:00                  |                        |
| 3.                     | Christos Kirmitsis     | John Davenport         | Ford Escort RS 1600 MkI  | 3:10:04                | +9:01                  |                        |
| 4.                     | Michalis Koumas        | Charles Watson         | Mitsubishi Colt Galant   | 3:22:39                | +21:36                 |                        |
| 5.                     | George Booty           | Derek Smith            | Mitsubishi Colt Galant   | 3:22:51                | +21:48                 |                        |
| 6.                     | Brian Culcheth         | Johnstone Syer         | Morris Marina            | 3:25:12                | +24:09                 |                        |